# Chrysogorgia curvata
Chrysogorgia curvata is een zachte koraalsoort uit de familie Chrysogorgiidae. De koraalsoort komt uit het geslacht Chrysogorgia. Chrysogorgia curvata werd in 1902 voor het eerst wetenschappelijk beschreven door Versluys.